# 탄드르 난
탄드르 난(카자흐어·키르기스어: тандыр-нан, 우즈베크어: tandir non 탄드르 논, 위구르어: تونۇر نان 토누르 난)은 중앙아시아의 납작빵이다. "탄두르빵"이라는 뜻이다. 간단하게 "빵"이라는 뜻의 난(카자흐어·키르기스어: нан, 우즈베크어: non 논, 위구르어: نان)이라 부르기도 하며, "납작빵"이라는 뜻의 레표시카(러시아어: лепёшка)라 부르기도 한다.

## 종류
- 오비 논(우즈베크어: obi non)은 우즈베키스탄, 아프가니스탄, 타지키스탄의 납작빵이다.

## 사진 갤러리

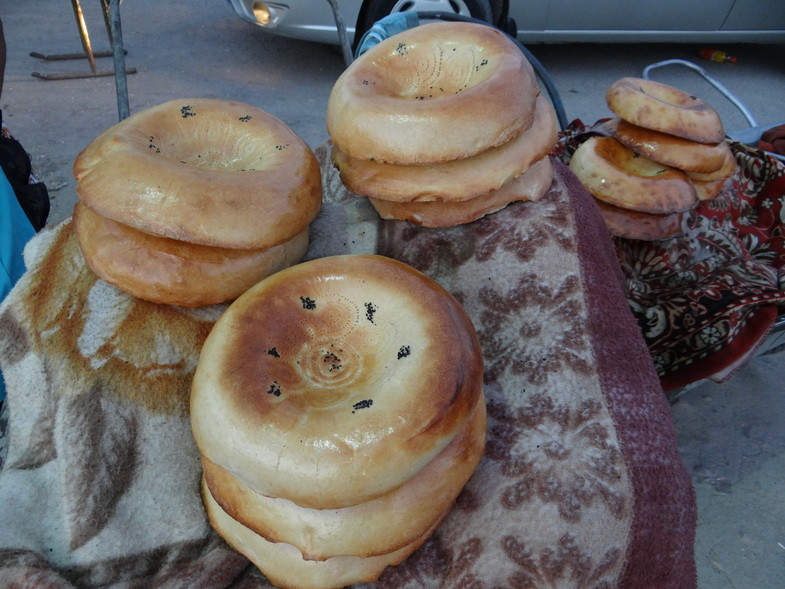
사마르칸트의 논

## 같이 보기
- 난
- 탄드르 케밥